# Billy Bob Thornton
Billy Bob Thornton   (Hot Springs, 4 d'agost de 1955) és un actor, director, productor de cinema, guionista i músic estatunidenc.

## Biografia
Fill de William Raymond Thornton (professor d'història en un institut, educador i entrenador de bàsquet) i de Virgínia Roberta Faulkner (psicòloga). Billy Bob té tres germans menors que ell: James Donald (Jimmy Do), nascut el 1958 i ja mort. James Bean (Jim) i John David, nascut el 1969. Billy Bob es casa 5 vegades i té 5 fills: la seva filla Amanda (amb Melissa Lee Gatlin); William i Harry (els va tenir amb Pietra Dawn Cherniak); i Maddox, el va adoptar quan va estar casat amb Angelina Jolie; i té una altra filla anomenada Bella (amb Connie Angland).
Billy Bob va començar la seva carrera artística com a músic, tocant els tambors i cantant en una banda creada per Hank Williams Jr. anomenada Tres Hombres. El 1981 es va traslladar a Los Angeles amb el seu amic de la infantesa Tom Epperson per perseguir el seu somni i actuar i escriure. Billy Bob va buscar treball com a cantant i redoblador. Ell i Epperson van intentar durant anys vendre els seus escrits, però ningú no els comprava.
Durant aquella mala època, Billy Bob va descuidar la seva salut i com a conseqüència va anar a parar a l'hospital amb problemes de cor a causa de la malnutrició. El 1992 Billy Bob va actuar a One False Move una pel·lícula que va escriure conjuntament amb Epperson. Alterna després diferents papers secundaris i acaba obtenint papers principals en pel·lícules com The Man Who Wasn't There o  Monster's Ball. Dona dues vegades la rèplica a Bruce Willis a Armageddon i Bandits.
L'equip finalment va rebre atenció gràcies al seu treball, que va ser molt ben rebut a Hollywood. La seva popularitat va créixer molt, sobretot després de L'altre costat de la vida (1996) que va escriure, va dirigir i en què va participar ell mateix (com a actor).
Billy va rebre una estrella en el Passeig de la Fama de Hollywood el 7 d'octubre de 2004.

### Vida privada
Va ser el marit de l'actriu Angelina Jolie de maig de 2000 a maig de 2003.

## Filmografia

### Actor
- 1986: Hunter's Blood: Billy Bob
- 1988: South of Reno: Counterman
- 1989: Going Overboard: Going Overboard
- 1989: Chopper Chicks In Zombietown: Donny
- 1991: For the Boys: Sergent Marine
- 1991: The Dark Backward: Patró de l'Sloppy'(no surt als crèdits)
- 1992: Pas en fals (One False Move): Ray Malcolm
- 1993: Tombstone: Johnny Tyler
- 1993: Trouble Bound: Coldface
- 1993: The Killing Box: Langston
- 1993: Bound by Honor: Lightning
- 1993: Una proposició indecent: un turista
- 1995: Dead Man: Big George Drakoulious
- 1996: L'altre costat de la vida (Sling Blade): Karl Childers
- 1997: The Apostle: Troublemaker
- 1997: U Turn: Darrell
- 1998: Armageddon: Dan Truman
- 1998: Primary Colors: Richard Jemmons
- 1998: A Simple Plan: Jacob Mitchell
- 1999: Pushing Tin: Russell Bell
- 2000: South of Heaven, West of Hell: Brig. Smalls
- 2001: Daddy and Them: Claude Montgomery
- 2001: The Man Who Wasn't There: Ed Crane
- 2001: Bandits: Terry Lee Collins
- 2001: Monster's Ball: Hank Grotowski
- 2002: Behind the Badge
- 2003: Intolerable Cruelty: Howard D. Doyle
- 2003: Love Actually: el president dels Estats Units
- 2003: Levity: Manuel Jordan
- 2003: Bad Santa: Willie T. Soke
- 2004: The Alamo: Davy Crockett
- 2004: Chrystal: Joe
- 2004: Friday Night Lights: Coach Gary Gaines
- 2005: The Ice Harvest: Vic Cavanaugh
- 2005: Bad News Bears: Morris Buttermaker
- 2006: School for Scoundrels: Dr. P.
- 2006: The Astronaut Farmer: Charles Farmer
- 2007: Mr. Woodcock: Jasper Woodcock
- 2008: Eagle Eye: Thomas Morgan
- 2008: The Informers: William Sloan
- 2009: The Smell of Success: Patrick
- 2011: Faster: Slade Humphries
- 2011: Puss in Boots de Chris Miller: Jack (veu)
- 2012: The Baytown Disco
- 2012: Jayne Mansfield's Car: Skip Caldwell

### Director
- 1997: L'altre costat de la vida (Sling Blade)
- 2000: Tots els cavalls bonics (All the Pretty Horses)
- 2001: Daddy and Them
- 2012: Jayne Mansfield's Car

### Productor
- 2000: All the Pretty Horses de Billy Bob Thornton
- 2001: Waking Up in Reno

### Guionista
- 1992: One False Move de Carl Franklin
- 1997: L'altre costat de la vida (Sling Blade) de Billy Bob Thornton
- 2000: Premonició (The Gift) de Sam Raimi
- 2001: Daddy and Them de Billy Bob Thornton
- 2012: Jayne Mansfield's Car de Billy Bob Thornton

### Músic (cantant)
- 2003:  The Edge of the World

## Premis i nominacions

### Premis
- 1997. Oscar al millor guió adaptat per L'altre costat de la vida

### Nominacions
- 1997. Oscar al millor actor per L'altre costat de la vida
- 1999. Oscar al millor actor secundari per A Simple Plan
- 1999. Globus d'Or al millor actor secundari per A Simple Plan
- 2002. Globus d'Or al millor actor musical o còmic per Bandits
- 2002. Globus d'Or al millor actor dramàtic per The Man Who Wasn't There
- 2004. Globus d'Or al millor actor musical o còmic per Bad Santa
- 2012. Os d'Or per Jayne Mansfield's Car